# ソニー・ミュージックアーティスツ
株式会社ソニー・ミュージックアーティスツ（英: Sony Music Artists Inc.、略称：SMA）は、日本の芸能事務所であり、株式会社ソニー・ミュージックエンタテインメント（SME）の完全子会社である。日本音楽事業者協会（音事協）の正会員であり、日本レコード協会の賛助会員でもある。

## 概要
1974年にCBS・ソニーレコード株式会社の全額出資子会社として設立。当初は設立経緯から歌手のマネジメントを事業の中心としていたが、1990年代以降は俳優・タレント・文化人のマネジメントも行っており、総合芸能事務所の一つとして知られる。
倉科カナ、土屋太鳳、二階堂ふみ、黒島結菜と朝ドラヒロインを数多く輩出している。
2004年に設立したお笑い部門 SMA NEET Projectは、バイきんぐ、ハリウッドザコシショウ、アキラ100%、錦鯉と代表的なお笑い賞レース（キングオブコント、R-1グランプリ、M-1グランプリ）全てで優勝者を輩出している。これは、吉本興業以外ではSMAが唯一である。
なおSMAの所属アーティストは必ずしもレコードレーベルとしてのSME（ソニー・ミュージックエンタテインメント）に所属している訳ではなく、SMEへの所属履歴がない者も在籍する。

## 沿革
- 1974年4月、CBS・ソニーの全額出資により株式会社エイプリル・ミュージックとして設立[3]。
- 1988年3月、株式会社CSアーティスツに社名変更[4]。
- 1993年4月、株式会社ソニー・ミュージックアーティスツに社名変更[4]。
- 1993年、俳優系事務所ソニー・ミュージックスターズを分社化。
- 2002年、ソニー・ミュージックスターズを吸収合併。
- 2004年、お笑い芸人を集めたSMA NEET Projectを立ち上げ、こちらは2023年現在もSMAがマネージメントを行っている。
- 2006年4月1日、各制作部門と傘下会社を分割・再編・統合し、新たにマネージメント会社6社を構築し（Hit&Run、SMAエンタテインメント、SMAパイオニアーズ、ニューカム、ミュージック・タブロイド、ヴィレッジミュージック）、これらを統括する会社とした。2009年4月1日、ヴィレッジミュージック以外の5社を再び合併した。
- 2009年7月1日、所属アーティストの代表として徳光和夫、奥田民生の2名が顧問に就任[5]。
- 2010年4月、芸能事務所・ウエストサイドを子会社とする。
- 2010年10月17日、所属アーティストが一堂に会するライブイベント「ベストヒット☆SMA」を主催[6]。テーマソングとして「ベストヒット☆SMA-Song Meets Audience-」を制作。
- 2011年3月1日、氣志團の衣装について、アメリカ合衆国の政治団体サイモン・ウィーゼンタール・センターからの批判を受け[7]、代表取締役の原田公一・高橋章の連名で釈明・謝罪した[8]。
- 2011年4月、株式会社ヴィレッジミュージックを吸収合併。
- 2012年1月、女優発掘オーディション「アクトレース」を勝ち進んだ14名で、演劇集団『劇団ハーベスト』を結成させる[9]。
- 2012年7月1日、顧問に真心ブラザーズのYO-KING、名誉顧問に奥田民生が就任[10]。
- 2012年10月1日、子会社・ウエストサイドを吸収合併し[11]、SMA内に新たに「ウエストサイド制作部」を設置した。
- 2014年1月8日、SMA初のアイドルグループとして新人発掘オーディション「HuAHuA 2013」の応募者を中心とした『アイドルネッサンス』プロジェクトを立ち上げる[12]。
- 2014年4月19日、創立40周年を記念し、綾小路翔が責任編集長を務めた書籍「WHAT's SMA?」を刊行[13]。
- 2015年7月1日、顧問に東京スカパラダイスオーケストラの北原雅彦、名誉顧問にYO-KINGが就任、奥田民生が名誉顧問を退任[14]。
- 2016年10月17日、本社を品川区に移転した[15]。

## 所属者
※2025年2月時点

### 歌手・ミュージシャン
ア行
- 蒼山幸子
- agraph
- 足立佳奈
- THE イナズマ戦隊
- iri
- 上田現（2008年死去。以後も継続して登録）
- 岡崎体育
- 岡崎ゆみ
- 岡部晴彦
- 岡本啓佑
- OKAMOTO'S
- 奥田民生
- Open Reel Ensemble

カ行
- 川村結花
- 氣志團
- 木村カエラ
- クジラ夜の街
- krage
- 黒猫チェルシー（little voice）
- CHEMISTRY
- 甲田まひる
- Cody・Lee (李)

サ行
- 斎藤有太
- 坂口有望
- 崎山蒼志
- 佐藤ミキ
- サンフジンズ
- サンボマスター
- Schroeder-Headz
- 白井良明
- 女王蜂
- ZILLION
- stico
- SPARKS GO GO
- スピラ・スピカ

タ行
- 竹内アンナ
- 地球三兄弟
- XIIX
- DJ OZMA
- DJみそしるとMCごはん
- 東京スカパラダイスオーケストラ
- トミタ栞
- 堂島孝平

ナ・ハ行
- 永井聖一（エージェント契約）
- ナナヲアカリ
- 西野カナ
- 野宮真貴
- 橋本絵莉子
- PUFFY
- フジファブリック
- フルカワユタカ
- Base Ball Bear
  - material club

マ・ヤ行
- 真心ブラザーズ
  - YO-KING
- マテリアルクラブ
- 魔法少女になり隊
- 宮本笑里
- milet
- 村下孝蔵（1999年死去。以後も継続して登録）
- 八木海莉
- 矢野顕子
- UNICORN
- UNISON SQUARE GARDEN

ラ・ワ行
- LiSA
- Rei
- ROLLY
- 渡辺シュンスケ
- 渡辺敏広
- 和田永

### 俳優

#### 男性
- 石黒賢
- 伊藤祐輝
- 井上翔太
- 大友一生
- 門下秀太郎
- 木村文哉
- 倉悠貴
- 櫻井海音/Kaito
- たいがー・りー
- 成田凌
- 錦織激団
- 西村和彦
- 福松凜
- 目黒邑
- 森永悠希
- 矢本悠馬
- 渡辺大知
- 渡辺佑太朗

#### 女性
- 青山美郷
- 石川瑠華
- 石志望
- 越後はる香
- 加藤梨里香
- 北原帆夏
- 倉科カナ
- 黒島結菜
- 国生さゆり
- 高田里穂
- 武田梨奈
- 辻千恵
- 土屋太鳳
- 富山えり子
- 永瀬莉子
- 二階堂ふみ
- 野崎智子
- 長谷川真弓
- 花瀬琴音
- 平田薫
- 森田望智
- 森七菜（エージェント業務提携）
- 山崎あみ
- 里々佳

### タレント / スペシャリスト

#### 男性
- あだるとゆうくん（作詞家）
- 石神秀幸（ラーメン評論家・フードライター）
- 内田英治（映画監督）
- KENTO MORI（ダンサー）
- きじまりゅうた（料理研究家）
- ジョン・カビラ（フリーキャスター）
- 神保佳永（料理人）
- 徳光和夫（フリーアナウンサー・業務提携）
- tori（アクティングコーチ）
- 桝太一（研究員・フリーアナウンサー）[16][17]
- 茂木淳一（タレント・ナレーター）

#### 女性
- 荒川れん子（フリーアナウンサー）
- 依吹怜（モデル）
- 内田恭子（フリーアナウンサー）
- 岡田茉奈（モデル、女優）
- 仲宗根梨乃（ダンサー）
- 松本孝美（モデル）
- 水野裕子（女優・スポーツキャスター）
- 本村由紀子（フリーアナウンサー）
- 矢野り々子（画家）
- りかりこ
- 渡辺満里奈

### 声優

#### 男性
- 助川真蔵（元Hi!Superb）
- 戸谷菊之介
- 山口諒太郎

#### 女性
- 伊波杏樹
- 楠木ともり
- ペイトン尚未（元アイドルING!!!）
- 矢野妃菜喜（元うたたねこ歌劇団）

### お笑い
SMA本体の公式サイトにプロフィールが掲載されている芸人は以下の16組に限られている（2025年7月時点）。
- アキラ100%
- AMEMIYA
- キャプテン渡辺
- コウメ太夫
- SAKURAI
- スタミナパン（麻婆・トシダタカヒデ）
- だーりんず（松本りんす・小田祐一郎）
- 錦鯉（長谷川雅紀・渡辺隆）
- バイきんぐ（小峠英二・西村瑞樹）
- ハリウッドザコシショウ
- ヒロ・オクムラ
- マツモトクラブ
- もじゃ
- やす子
- や団（中嶋享・本間キッド・ロングサイズ伊藤）
- ロビンフット（おぐ・マー坊）

### アップ&カミング（Up&Coming）
※新鋭・新人部門。2020年5月時点
SMA本体の公式サイトにプロフィールが掲載されていない者もいる。

#### 歌手・ミュージシャン
- 中村郁実
- Naz
- fusen
- Velvet Sighs

#### 俳優 / タレント

##### 男性
- 朝田優杏
- 新井敬太
- 海老沢七海
- 大場誠
- 奥村皐暉
- 加藤峻也
- 幹大
- 久保田康祐
- 斉藤天鼓
- 財津優太郎
- 塩顕治
- 下前祐貴
- 杉本星斗
- 高崎凌
- 髙橋大翔
- 竹田光稀
- 谷本魁渡
- 田村杏太郎
- 戸塚有輝
- 中村榛
- 丹羽紀元
- 平井亜門
- 古川龍太郎
- 増澤リオ
- 松尾潤
- 松崎淳平
- 松本大志
- 森蔭晨之介
- 光山叶倭
- 村瀬蓮
- 森侑来
- 由川航平

##### 女性
- 天野翔愛
- 井芹菜沙
- 植原星空
- 遠藤琴和
- 大島璃乃
- 鎌田彩愛
- 川瀬玲
- 河南莉緒
- 木崎絹子
- 岸せいら
- 北川美穂
- 北原帆夏
- 黒澤琉衣
- 小林百合香
- 齋藤怜華
- 澤奈央
- 白浜そら
- 杉浦楓香
- 関こころ
- 高沢英
- 高瀬理子
- 高山葵
- 辻千恵
- 月野有菜（旧芸名・光野有菜。2022年9月、エーライツから移籍）
- 富田保乃歌
- 薙八千流
- 夏川アサ
- 早瀬結菜
- 眞嶋優
- 松尾紗良
- 松本ありさ
- 水野響心
- 村上ひらり
- 元倉あかり
- 森川莉衣
- 森ふた葉
- 吉名莉瑠

#### 声優

##### 男性
- 岡延明（ツキクラ）

##### 女性
- いりえみく
- 岩倉あずさ
- 岩田萌果
- 小宮山あかり
- 白河みずな
- 白花恋香
- 新島瑠菜
- 春咲暖（元A応P）
- 陽高真白
- 日原あゆみ
- 星希成奏（元A応P）

## 過去の所属者
- AIS -All Idol Songs-
- アイドルネッサンス
- 阿井莉沙
- あおい有紀
- 青山草太
- 赤い公園
- 阿久圭介
- 安久理恵子
- ACO
- 浅倉大介
- 麻生夏子
- 阿藤大昇
- 阿南夏生
- ABEDON
- 天野彩葉
- 彩乃ゆり菜
- 安藤政信
- 彩夢
- 有川琴美
- 飯田祐真
- 飯塚達哉
- 井澤美香子
- 石野卓球
- 和
- 板谷由夏
- 市川訓睦
- 一條俊
- いつか
- 伊藤ふみお
- 伊藤結季
- 井上ひかり
- 井上結愛
- 依布サラサ
- 上田現
- 宇佐美蘭
- 臼井千晶
- 衛藤美彩
- 大石眞行
- 大江千里
- 大久保博元（デーブ大久保）
- 大野理奈
- 大海将一郎（ツキクラ、元Hi!Superb）
- 小河原義経
- 岡野真也
- 岡本みづき
- 奥田佳子
- 尾高もえみ（現：MoeMi）
- オテンキ
- 鬼束ちひろ
- 小野木里奈
- オワリカラ
- 梶原颯
- 片桐紫音
- 片平里菜
- 勝手にしやがれ
- 加藤貴子
- 加藤ローサ
- KANA
- かながわIQ
- 上水口姫香
- 香山碧
- 華山せな（現：華山七彩）
- カルテット
- GARNiDELiA
- 川島衣里加
- 河野マリナ
- 川畑要
- 川村聖斗
- キャプテンストライダム
- 綺山凜香
- 清友美玖
- 桐山和久
- GWINKO
- 久遠純也
- 日下部美和
- 草薙厚子
- 楠世蓮
- 久保田紗友
- 熊谷和徳
- 隈本健一
- CROSSFAITH
- 黒田有彩
- 小坂澄
- 小塚亮輔
- 後藤崇太
- 小正一葉
- 近藤名奈
- サーカー壽梨
- 斉藤秀翼
- 酒井瞳
- 嵯峨百合子
- 佐久間祥朗
- 沢向要士
- 紗希
- the chef cooks me
- 佐藤由奈
- 佐生雪
- 澤田真里愛
- GENERAL HEAD MOUNTAIN
- 潮先夏海
- SHIORI
- G.6
- シナリオアート
- 島根さだよし
- 下田翔大
- シュノーケル
- 朱里乃
- 蒸気青月楽団
- ジン
- Sky’s The Limit
- 鈴木光
- 鈴木ゆうは
- 砂原良徳
- 住岡梨奈
- 星羅
- 関根和美
- 瀬能雄斗
- 世武裕子
- 7!!
- 曽根咲桜
- 大地康雄
- 高田美佐
- 高山璃奈
- 田川綾子
- たけだまりこ（現：武田真理子）
- 武智央
- 田崎アヤカ
- Dacco
- 橘一花
- 田中伸子
- 谷口愛季
- 民谷有花
- チャットモンチー
- チャラン・ポ・ランタン
- 千綿勇平
- T-SQUARE
- 紡木吏佐
- 電気グルーヴ
- detroit7
- 天童春樹
- 堂珍嘉邦
- 東川遥
- 土岐麻子
- 冨田恵一
- DOPING PANDA
- 中野さいま
- 中村優
- 中島怜菜
- 夏生ありさ
- 七尾旅人
- 鳴海夏音
- NIKIIE
- ニーコ
- 西岡和哉
- 西尾瑠夏
- ねごと
- bird
- 萩原みのり
- 羽佐田絵梨
- 橋本愛
- はる
- ピエール瀧
- 比嘉奈菜子
- ヒガリノ
- 響
- 平井ゆり
- 平岩英子
- フォンチー
- 布施日花梨
- 双葉莉子（現：伊藤梨花子）
- 藤原ヒロシ
- FreeTEMPO
- 古川展生
- 古畑恵介
- 細井華（現：望月はな）
- 細美武士
  - the HIATUS
  - MONOEYES
- VOLA & THE ORIENTAL MACHINE
- 堀川絢音
- 堀高エミリ
- 本多葵
- My Autumn Rain
- 町田宏器
- 松崎ナオ
- 松永ミチル
- 松本妃代
- 松本知恵
- 松尾れい子
- 丸本凛（現：大石凛）
- 丸山美紀
- 三浦淳一
- 三浦礼
- 美樹
- 美久月楓
- 水野朔
- 水瀬いのり
- 蜜
- ミッツ・マングローブ / Mitz Mangrazie
- MINNIE
- 宮口綾華
- MEN☆SOUL
- 茂木雅世
- 元木莉々花
- 森矢カンナ（現：森カンナ）
- 森山るり
- 八木田麻衣
- 柳澤良音
- 矢吹藍子
- 矢部友佳子
- 山本和樹
- 山元駿
- 山本伸梨
- YUKI
- 横山由依
- 芳村宗次郎
- 吉田眞
- 吉田夢唯
- 吉田もも
- ЯeaL
- Lip's
- 蓮佛美沙子
- ROTTEN HATS
- 分島花音
- 和田毅
- 渡邉蒼